# 영웅 숭배론
영웅 숭배론 ( On Heroes, Hero=Worship, & the Heroic in History ) 은 스코틀랜드의 수필가이자 역사학자, 철학자인 토머스 칼라일이 쓰고 제임스 프레이저가 1841년에 출판된 책이다.  이 책은 1840년 5월경에 저명하고 역사적인 인물들을 여섯차례에 나누어 강의한 것을 모아 놓은 것이다.  영웅적인 리더쉽의 중요성에 대한 칼라일의 믿음을 반영하고 있다. 

## 배경
이 책을 편집된 동기는 칼라일이 쓴 《프랑스 혁명》을 대중에게 알리고자 그의 친구들이 대중강연을 계획하게 된 것이 계기가 되었다. 비록 칼라일은 강연을 반대하였지만, 그는 수입이 필요하기 때문에 강연을 승낙하였다.  1837년 부터 1840년 까지의 강연 중의 일부가 책으로 편집된 것이다.  

### 강연내용
1. 5월 5일 : 신성으로써의 영웅 : 오딘, 이교도주의: 스칸디나비안 신비학
2. 5월 8일 : 예언자로써의 영웅 : 마호멧 (이슬람)
3. 5월 12일 : 시인으로써의 영웅 : 단테, 셰익스피어
4. 5월 15일: 신부로써의 영웅 : 루터, 존 녹스(종교개혁자), 청교도
5. 5월 19일: 서간인으로써의 영웅 : 존슨, 루소, 번즈
6. 5월 22일: 왕으로써의 영웅 : 크롬웰, 나폴레옹(현대 혁명주의)

## 내용[1]
칼라일이 역사 속에서 말하는 모든 영웅에게는 근본적으로 동일한 속성을 갖고 있다. 
1. 성실: 깊고 크고 참된 성실성은 모든 위인들의 제일가는 속성이었다.
2. 통찰력: 그들은 사물의 외적인 면을 투시하고 사물 그 자체를 볼 수 있는 힘을 갖고 있었다.

## 같이 보기
- 영웅사관